# Макс Шеніцкі
Макс Шеніцкі (нім. Max Schenitzki; 21 березня 1894, Дортмунд — 16 лютого 1977, Ессен) — німецький військовий інженер, контрадмірал-інженер крігсмаріне.

## Біографія
1 жовтня 1913 року вступив на флот. Учасник Першої світової війни. З 21 березня по 31 травня 1920 року служив в 3-й морській бригаді Вільфріда фон Левенфельда, брав участь в боях з комуністами. Після демобілізації армії залишений на флоті. З 5 листопада 1938 по 7 листопада 1939 року — інженер в штабі командування ВМС «Захід», з 10 листопада 1939 по 29 лютого 1940 року — в штабі командувача броненосцями, з 6 березня 1940 року — знову в штабі командувача броненосцями. 30 липня 1940 року відряджений в командування флоту, з 20 грудня 1940 по 27 січня 1941 року — інженер флоту в штабі заступника адмірала флоту. З 1 лютого 1941 року — начальник відділу силових установок, двигунів, планування капітальних ремонтів та кермового управління підводних човнів Головного управління військового кораблебудування ОКМ. 23 січня 1944 року відряджений у вищий штаб верфей при командуванні ВМС «Захід», а 24 березня очолив штаб. 5 жовтня 1944 року був відряджений в аналогічний штаб при вищому командуванні ВМС «Норвегія», а 1 січня 1945 року очолив цей штаб. 1 квітня був переданий в розпорядження головнокомандувача ВМС на Балтійському морі. 7 травня взятий в полон британськими військами. 19 травня 1948 року звільнений.

## Звання
- Лейтенант-інженер (10 січня 1921)
- Оберлейтенант-інженер (1 травня 1922)
- Капітан-лейтенант-інженер (1 серпня 1927)
- Корветтен-капітан-інженер (1 липня 1933)
- Фрегаттен-капітан-інженер (1 січня 1937)
- Капітан-цур-зее-інженер (1 лютого 1939)
- Контрадмірал-інженер (1 квітня 1943)

## Нагороди
- Залізний хрест 2-го класу (10 січня 1918)
- Медаль «За вислугу років» (Пруссія) 2-го класу (12 років; 25 жовтня 1921)
- Почесний хрест ветерана війни з мечами
- Медаль «За вислугу років у Вермахті»
  - 4-го, 3-го і 2-го класу (18 років; 2 жовтня 1936) — отримав 3 нагороди одночасно.
  - 1-го класу (25 років; 1 жовтня 1938)
- Застібка до Залізного хреста 2-го класу (14 квітня 1940)
- Нагрудний знак флоту (18 травня 1942)
- Хрест Воєнних заслуг
  - 2-го класу з мечами
  - 1-го класу з мечами (20 квітня 1943)